# محمد بن عرفه
محمد بن عرفه (عربی: محمد بن عرفة؛ ۱۸۸۶ – ۱۷ ژوئیه ۱۹۷۶) سلطان علویان مراکش از سال ۱۹۵۳ تا ۱۹۵۵ بود.
وی همچنین برندهٔ جوایزی همچون لژیون دونور (صلیب بزرگ) شده‌است.